# Огнево поражение
Огнево поражение – унищожаване/подавяне на целта с огъня на някакво въоръжение, или с помощта на ракетно-бомбов или артилерийски удар. При водене на настъпателни действия огнево поражение на противника се прави по цялата полоса на настъплението и по цялата дълбочина на бойната задача на настъпващото съединение. Като правило, то се организира поетапно във вид на:
- огнево подсигуряване на придвиждащите се от дълбочина дружествени войски;
- огнева подготовка на атаката;
- огнева поддръжка на атаката;
- огнево съпровождение на придвижването на войските в дълбочина.

В отбрана за същите цели се разгръща комплексна система за огнево поражение на противника, която се състои от подготвени огневи удари на ракетните войски, артилерията и авиацията, допълнящи системата на отбранителния огън. При отбранителните действия огневото поражение на врага може също да се реализира във вид на контраподготовка, препятстване на разгръщането на частите на противника, поддръжка на отбраняващите се войски и т.н.